# Långatjärnet
Långatjärnet är en sjö i Kungsbacka kommun i Halland och ingår i Kungsbackaåns huvudavrinningsområde.